# Pilar Barrios
Pilar Barrios (Rocha, 1889 - Montevideo, 1974) fou un activista, escriptor i polític afrouruguaià, fundador i militant de l'antic Partit Autòcton Negre (PAN).
En la seva poesia va mostrar el racisme basat en criteris de classe social, amb l'esperança de canviar aquesta situació prenent com a referència el desenvolupament d'una consciència racial, el que va nomenar com a negritud. Barrios era optimista en aquest sentit, perquè creia en la igualtat de la gent i de les races, com ho va expressar en els seus poemes.
Un dels seus mitjans d'expressió era el periòdic Nuestra raza, el qual fundà el 1917. En publicar Piel negra el 1947, es va convertir en un dels dos únics poetes afrouruguaians en haver publicat un llibre (l'altra va ser Virginia Brindis de Salas). Com un dels intel·lectuals afrouruguaians més destacats, Barrios estava en contacte amb l'activitat intel·lectual negra de tot el món, intercanviant correspondència, per exemple, amb Langston Hughes.

## Obra
- A la Agraciada (publicat al diari El Civismo).
- Piel negra (1947).
- Mis cantos (1949).
- Campo afuera (1958).